# ميليندا شنايدر
ميليندا شنايدر (بالإنجليزية: Melinda Schneider)‏ هي مغنية أسترالية، ولدت في 7 أكتوبر 1971.

## وصلات خارجية
- ميليندا شنايدر على موقع ميوزك برينز (الإنجليزية)
- ميليندا شنايدر على موقع أول ميوزيك (الإنجليزية)
- ميليندا شنايدر على موقع ديسكوغز (الإنجليزية)